# Negage
Negage è una municipalità dell'Angola appartenente alla provincia di Uíge. Ha 231.326 abitanti (stima del 2006).
Il capoluogo è Negage.